# Sydamerikansk blyblomma
Sydamerikansk blyblomma (Plumbago caerulea) är en art i familjen triftväxter frön västra Sydamerika.

## Synonymer
- Plumbago humboldtiana Roemer & Schultes
- Plumbago rhomboidea Hooker